# Прем'єр-міністри Югославії
Голова́ Ра́ди Міні́стрів Югосла́вії (сербохорв. Predsednik Ministarskog saveta, в Королівстві Югославія) або Голова Союзної виконавчої ради Югославії (сербохорв. Predsednik Saveznog izvršnog veća, у СФРЮ) був главою уряду югославської держави з моменту створення Королівства сербів, хорватів і словенців у 1918 р. і до зникнення Соціалістичної Федеративної Республіки Югославії в 1992 році. Відтоді, з виникненням Союзної Республіки Югославія і до повного припинення її існування в 2003 році, глава югославського уряду називався Прем'єр-міністр СРЮ (серб. Премијер СРЈ).

## Список прем'єр-міністрів Югославії

### Прем'єр-міністри Королівства сербів, хорватів і словенців (1918-1929)
| № п/п | Ім'я та прізвище  | Обійняв посаду   | Залишив посаду   |
| ----- | ----------------- | ---------------- | ---------------- |
| 1.    | Нікола Пашич      | 1 грудня 1918    | 22 грудня 1918   |
| 2.    | Стоян Протич      | 22 грудня 1918   | 16 серпня 1919   |
| 3.    | Любомир Давидович | 16 серпня 1919   | 19 лютого 1920   |
| 4.    | Стоян Протич      | 19 лютого 1920   | 16 травня 1920   |
| 5.    | Міленко Веснич    | 16 травня 1920   | 1 січня 1921     |
| 6.    | Нікола Пашич      | 1 січня 1921     | 28 липня 1924    |
| 7.    | Любомир Давидович | 28 липня 1924    | 6 листопада 1924 |
| 8.    | Нікола Пашич      | 6 листопада 1924 | 8 квітня 1926    |
| 9.    | Нікола Узунович   | 8 квітня 1926    | 17 квітня 1927   |
| 10.   | Велимир Вукичевич | 17 квітня 1927   | 28 липня 1928    |
| 11.   | Антон Корошець    | 28 липня 1928    | 7 січня 1929     |
| 12.   | Петар Живкович    | 7 січня 1929     | 3 листопада 1929 |

### Прем'єр-міністри Королівства Югославії (1929-1945)
| "№ п/п | Ім'я та прізвище   | Обійняв посаду   | Залишив посаду  |
| ------ | ------------------ | ---------------- | --------------- |
| 1.     | Петар Живкович     | 3 листопада 1929 | 4 квітня 1932   |
| 2.     | Воїслав Маринкович | 4 квітня 1932    | 3 липня 1932    |
| 3.     | Мілан Срскич       | 3 липня 1932     | 27 січня 1934   |
| 4.     | Нікола Узунович    | 27 січня 1934    | 22 грудня 1934  |
| 5.     | Боголюб Євтич      | 22 грудня 1934   | 24 червня 1935  |
| 6.     | Мілан Стоядинович  | 24 червня 1935   | 5 лютого 1939   |
| 7.     | Драгіша Цветкович  | 5 лютого 1939    | 27 березня 1941 |
| 8.     | Душан Симович      | 27 березня 1941  | 12 січня 1942   |
| 9.     | Слободан Йованович | 12 січня 1942    | 26 червня 1943  |
| 10.    | Мілош Трифунович   | 26 червня 1943   | 10 серпня 1943  |
| 11.    | Божидар Пурич      | 10 серпня 1943   | 8 липня 1944    |
| 12.    | Іван Шубашич       | 8 липня 1944     | 30 січня 1945   |
| 13.    | Драго Марушич      | 30 січня 1945    | 7 березня 1945  |

### Прем'єр-міністри Югославії доби комуністичних урядів (1945-1991)
| "№ п/п | Ім'я та прізвище          | Обійняв посаду  | Залишив посаду  |
| ------ | ------------------------- | --------------- | --------------- |
| 1.     | Йосип Броз Тіто           | 7 березня 1945  | 29 червня 1963  |
| 2.     | Петар Стамболич           | 29 червня 1963  | 16 травня 1967  |
| 3.     | Міка Шпиляк               | 16 травня 1967  | 18 травня 1969  |
| 4.     | Митя Рибичич              | 18 травня 1969  | 30 липня 1971   |
| 5.     | Джемал Бієдич             | 30 липня 1971   | 18 січня 1977   |
| 6.     | Веселин Джуранович        | 18 січня 1977   | 16 травня 1982  |
| 7.     | Мілка Планінц             | 16 травня 1982  | 15 травня 1986  |
| 8.     | Бранко Мікулич            | 15 травня 1986  | 16 березня 1989 |
| 9.     | Анте Маркович             | 16 березня 1989 | 20 грудня 1991  |
| 10.    | Александар Митрович (в/о) | 20 грудня 1991  | 14 липня 1992   |

### Прем'єр-міністри Союзної Республіки Югославії (1992-2003)
| "№ п/п | Ім'я та прізвище | Обійняв посаду   | Залишив посаду   |
| ------ | ---------------- | ---------------- | ---------------- |
| 1.     | Мілан Панич      | 14 липня 1992    | 9 лютого 1993    |
| 2.     | Радоє Контич     | 9 лютого 1993    | 19 травня 1998   |
| 3.     | Момір Булатович  | 19 травня 1998   | 4 листопада 2000 |
| 4.     | Зоран Жижич      | 4 листопада 2000 | 24 липня 2001    |
| 5.     | Драгіша Пешич    | 24 липня 2001    | 7 березня 2003   |